# Wasaline
A Wasaline é uma companhia de navegação sueco-finlandesa, fundada em 2013, e com sede em Vaasa, na Finlândia.

## História

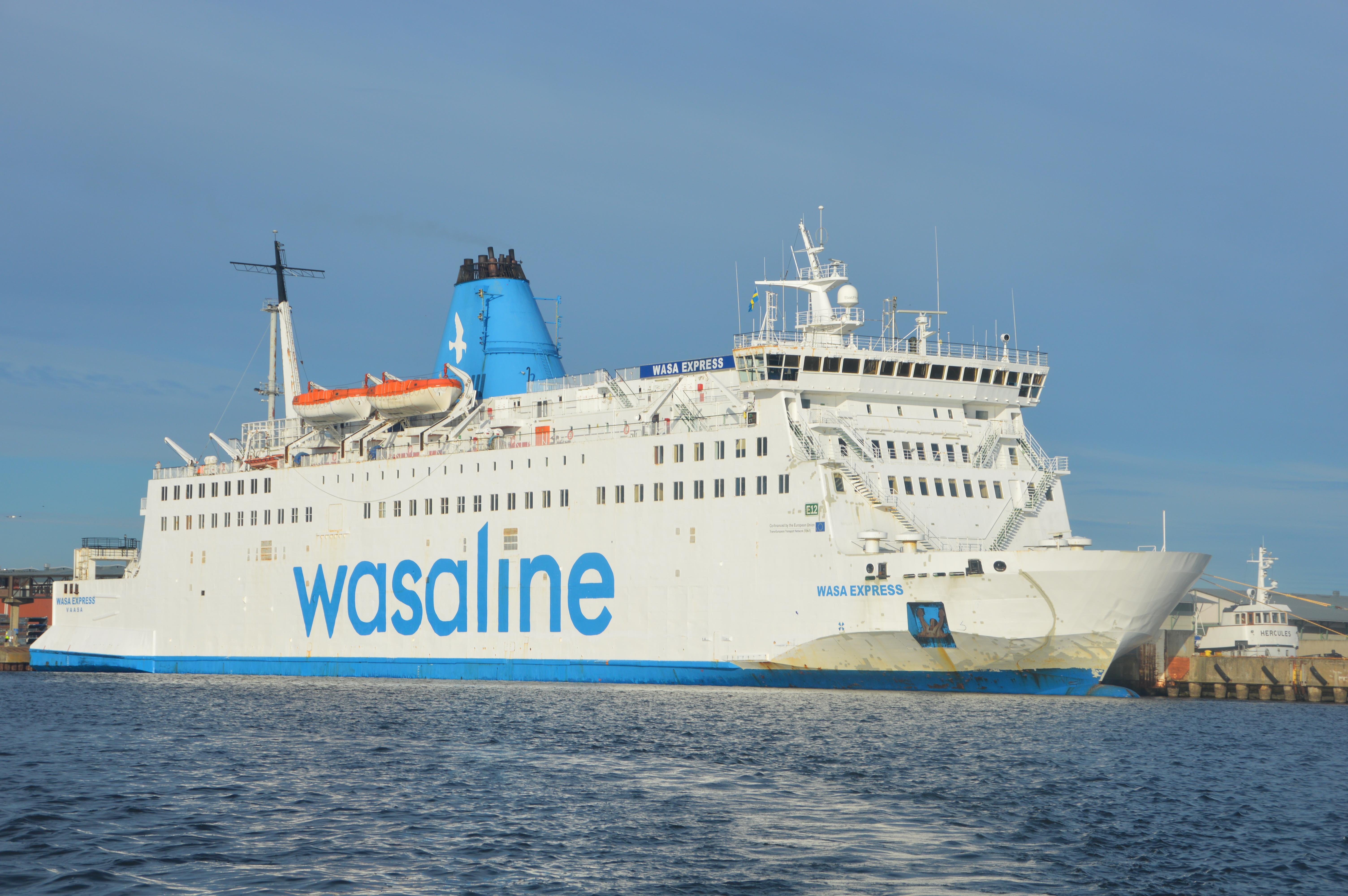
Wasa Express

Opera uma linha marítima entre Vaasa na Finlândia e Umeå na Suécia, transportando passageiros e carga através do Estreito de Kvarken.
A empresa tem a sua origem nas antigas Vasa-Umeå AB (1948-1979), Oy Vaasanlaivat - Vasabåtarna Ab (1979-1991) e Wasa Line AB (1991-1993).